# هویچون
هویچون (به لاتین: Huichon) یک شهر در کره شمالی است که در چاگانگ واقع شده‌است.

## خصوصیات
هویچون ۱۶۳٬۰۰۰ نفر جمعیت دارد.